# Adiyamankottai

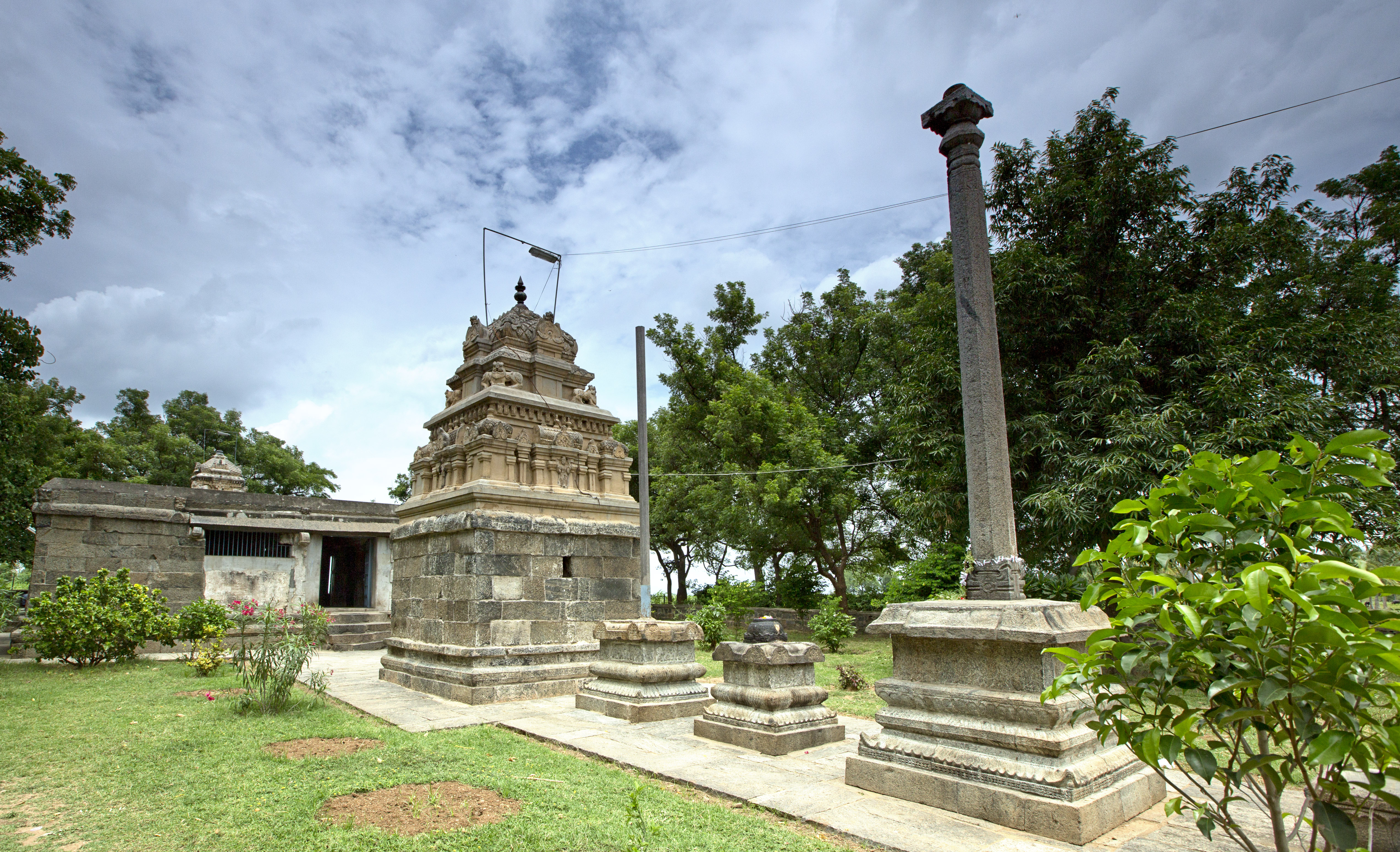
Ehrenpfeiler und Schrein vor dem Tempel

Adiyamankottai oder auch Adhiyaman Kottam ist ein größeres Dorf mit rund 10.000 Einwohnern im südindischen Bundesstaat Tamil Nadu. Beim und im Ort befinden sich mehrere Tempel.

## Lage
Adiyamankottai befindet sich ca. 8 km (Fahrtstrecke) südwestlich von Dharmapuri bzw. ca. 60 km nördlich von Salem in einer Höhe von ca. 480 m ü. d. M. Das Klima ist meist warm; Regen fällt hauptsächlich während der Monsunmonate Mai bis November.

## Bevölkerung
Der weitaus größte Teil der nahezu ausschließlich Tamil sprechenden Einwohner des Ortes sind Hindus; andere Religionen spielen in den ländlichen Regionen Indiens kaum eine Rolle. Der männliche Bevölkerungsanteil liegt ca. 8 % höher als der weibliche.

## Wirtschaft
Die Feldwirtschaft und in geringem Umfang auch die Viehzucht (Kühe, Hühner) bilden die Lebensgrundlage der Bevölkerung. Im Ort selbst haben sich auch Kleinhändler, Handwerker und Dienstleister aller Art angesiedelt.

## Geschichte
Wie weit die Geschichte des Ortes zurückreicht ist unklar; um 100 n. Chr. war Adiyamankottai eine Festungsstadt des Regionalherrschers Adhiyaman Neduman Anji, doch vom ehemaligen Fort sind kaum Spuren geblieben. Der Perumal-Tempel stammt mit großer Wahrscheinlichkeit aus der Chola-Epoche (11./12. Jahrhundert); er wurde jedoch in der Vijayanagar-Periode (14./15. Jahrhundert) erweitert.

## Sehenswürdigkeiten
Der dem Hindu-Gott Vishnu (Perumal) geweihte Tempel besteht aus einer großen, aber architektonisch eher unbedeutenden Vorhalle (mandapa) und der Cella (garbhagriha) mit einem abgestuften Turmaufbau (vimana) im Dravida-Stil. Der Turmaufbau zeigt Scheinarchitekturen und Figuren (darunter auch erotische Darstellungen); er endet jedoch nicht in der für die mittelalterliche Architektur Südindiens typischen „Schirmkuppel“, sondern in einer Art gebauchter Haube. Im Innern des Tempels haben sich noch Malereireste erhalten.
Vor dem Haupttempel befinden sich mehrere Ehrenpfeiler auf profilierten Sockelunterbauten sowie ein Schreintempel.